# Dios del cabo Artemisio

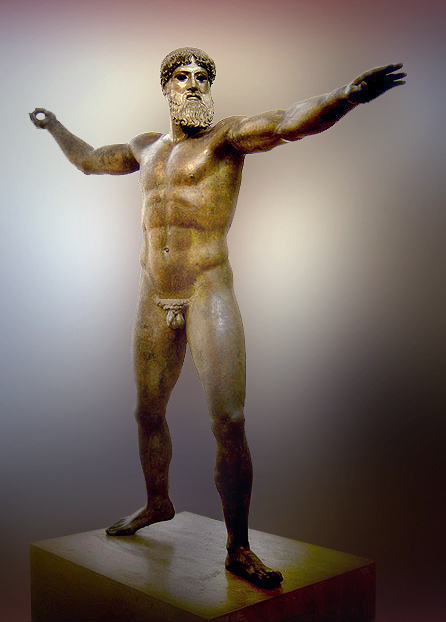
Dios del cabo Artemisio: se discute si el representado es Zeus lanzando un rayo o Poseidón lanzando su tridente.

El dios del cabo Artemisio es una estatua griega de bronce, perteneciente al llamado estilo severo.

## Descubrimiento
La estatua fue descubierta por primera vez en 1926 y fue excavada en 1928, en el lugar de un naufragio ocurrido no antes de mediados del siglo II a. C.  cerca del cabo Artemisio, al norte de la isla de Eubea. Lamentablemente, se sabe poco sobre el naufragio, ya que la exploración se abandonó tras la muerte de un buzo en 1928 y nunca se reanudó. Muchos de estos naufragios datan de la época romana y pertenecían a embarcaciones que saqueaban arte griego a Italia, pero no está claro si el naufragio de Artemision fue uno de ellos. El Jinete de Artemision —una estatua de bronce de un caballo de carreras y su jinete— fue recuperado del mismo naufragio, y Seán Hemingway ha sugerido que el jinete y el caballo pudieron haber sido saqueados de Corinto en el año 146 a. C. por el general romano Mumio durante la batalla de Corinto  (146 a.C.) en la guerra aquea]]), y que se dirigía a Pérgamo cuando se perdió. 
En la actualidad se encuentra en el Museo Arqueológico Nacional de Atenas.
La cabeza de la estatua , ahora un icono de la cultura helénica, fue el tema de un sello postal griego de 500 dracmas (en circulación entre 1954 y 1977) y de un billete de 1000 dracmas (primera emisión en 1970, reemplazado en 1987).

## La obra

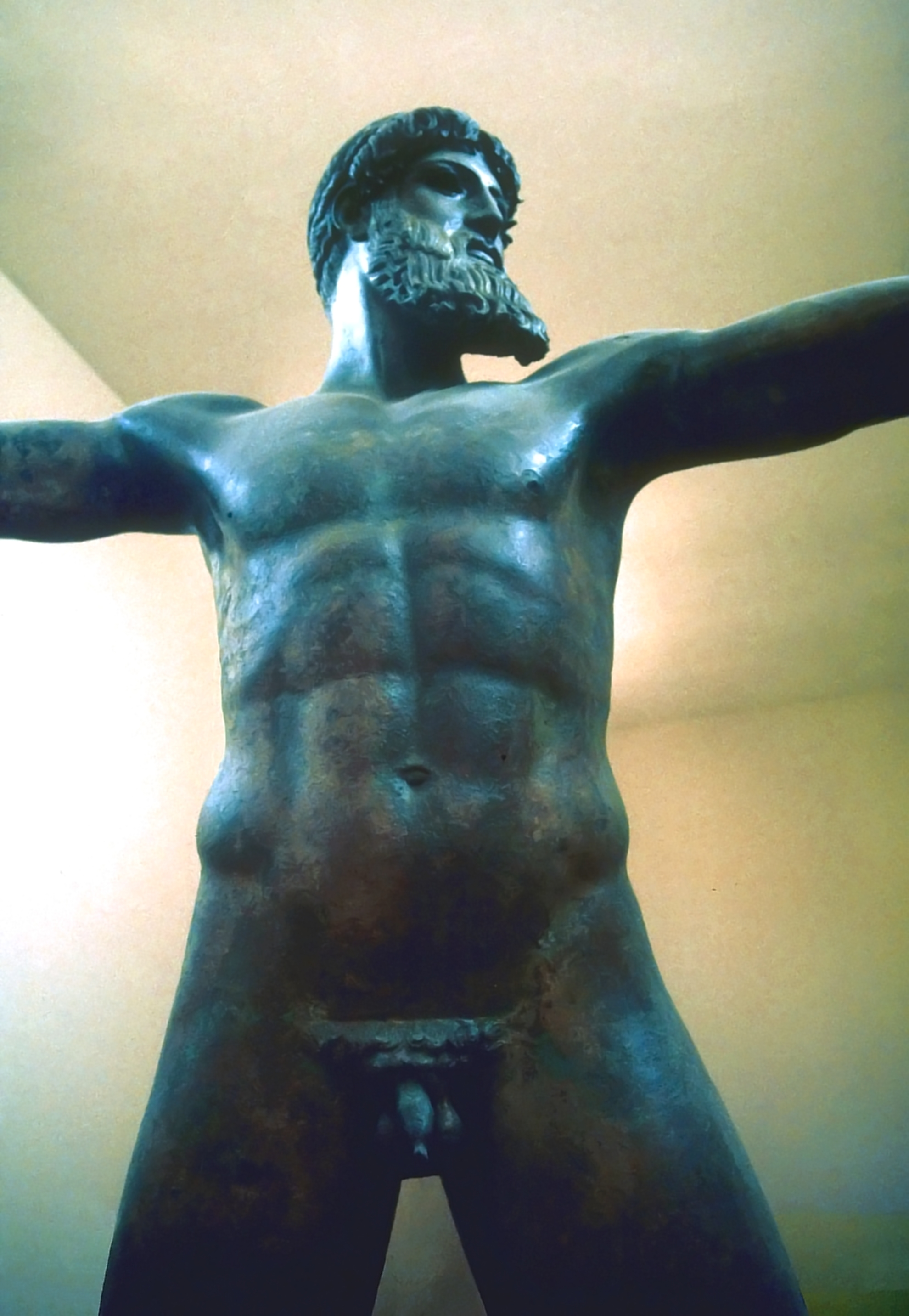
La escultura en escorzo

La estatua ha sido datada por los expertos hacia 460 a. C., encuadrada en el estilo severo, periodo de transición entre el arcaísmo y el clasicismo. Se ha abandonado ya la frontalidad y el estatismo, propios de épocas pasadas, pero la figura se sigue apoyando en ambos pies, a pesar de que el dinamismo comienza a apuntarse.
La obra representa a un dios en el momento de lanzar con la mano derecha un objeto que se ha perdido. Su tamaño es mayor del natural (2,10 m.), está desnudo y dando una zancada. Se discute si el representado es Zeus lanzando un rayo o Poseidón lanzando su tridente. Se ha argumentado que la posición de los dedos de la mano, que está abierta, parece más adecuada para sostener un tridente mientras que un rayo suele ser representado asido con la mano cerrada. Sin embargo, la idea de un tridente arrojadizo resulta extraña y cuando se ha tratado de reconstruir la estatua con el posible tridente, la figura queda estropeada.
Su altura es la correspondiente a la escala habitual con que los griegos representaban a los dioses. Los hombres, por el contrario, solían ser representados con una altura de unos 1,80 metros, como es el caso del Auriga de Delfos. La medida de 1,90 metros se reservaba para la representación de los héroes.

## Atribución
Con poca seguridad, se ha propuesto la autoría de Kalamis, cuyas obras se han perdido y sólo se conocen por copias y reproducciones en monedas. También ha sido asociada a los nombres de Onatas o Mirón.

## Réplica
Existe una réplica de la escultura original en Nueva York, en la sede de las Naciones Unidas, donada por el gobierno griego. La obra se exhibe en el atrio principal. Igualmente, encontramos en los pasillos de la Facultad de Filosofía y Letras de la Universidad de Granada un conjunto de réplicas escultóricas entre las cuales también se encuentra esta figura.